# Hypercompe amulaensis
Hypercompe amulaensis är en fjärilsart som beskrevs av Druce 1889. Hypercompe amulaensis ingår i släktet Hypercompe och familjen björnspinnare. Inga underarter finns listade i Catalogue of Life.